# 台灣高等教育產業工會
台灣高等教育產業工會（英語：Taiwan Higher Education Union, THE Union）簡稱高教工會，於2012年2月18日依中華民國法律《工會法》成立之產業工會，成立初期以電子郵件邀請不少對高等教育環境與產業內勞動者權益有興趣的老師加入，以全國高等教育產業單位與受雇者為組織對象，也積極參與支持或聲援其他工會的活動。現任第四屆理事長為南華大學應用社會學系副教授周平、秘書長為國立中正大學政治學系副教授陳尚志，但其會員主要仍是以公立大學教職員為主。

## 發起緣由
2011年5月1日，《工會法》修正，移除「教師不得組織工會」的禁令，開放不同工作場所、不同縣市的受雇者合組同一產業的工會。同年七月，一群學界朋友共同草擬了「讓我們共同來挽救台灣高等教育」宣言，發起籌組「台灣高等教育產業工會」。

## 理念及目標
- 達成公平的高教資源分配，追求社會正義。
- 營造進步的高教校園民主，落實大學自主。
- 匡正扭曲的高教評鑑制度，提升高教品質。

## 組織架構

### 理監事會
在會員大會下設理監事會議，為執行會務工作之最高機構。首任理事長為戴伯芬，第二、三任理事長為劉梅君

### 委員會與議題小組
工會會員代表可召集或加入依身份別或議題所組成的委員會與議題小組，目前有性別委員會（關心在高教產業中的性別平等）、公共監理小組（關切私校董事會的公共性）、法律小組（由法律系所相關專業的會員組成，為工會法律顧問）、兼任教師小組（關注兼任教師勞動權益）、學生勞動者小組（推動學生勞動權益議題）等。

### 分部
依據高教工會章程，會員數達二十人即可在該校成立分部，每一年度有定額的分部基金供各分部自主運用。目前已成立的工會分部有：輔仁大學、永達技術學院、台東大學、台灣師範大學、東吳大學、世新大學、華夏科技大學、大雄分部（南華大學/中正大學）、開南大學、聖約翰科技大學、亞太創意技術學院、文化大學、銘傳大學、嘉義大學、南榮科技大學、康寧大學、中山醫學大學、臺灣體育運動大學、高雄科技大學、中華科技大學等共20個分部。

### 勞權小組
工會在各校發展「助理與學生勞動權益促進小組（簡稱勞權小組）」目前已成立的有：世新大學、成功大學、交通大學、台灣師範大學、高雄醫學大學、中興大學、陽明大學。成立勞權小組並無人數門檻規定，只要助理與學生有意願且有足夠人數就能夠運作該組織。

## 外部連結
- 台灣高等教育產業工會
- 台灣高等教育產業工會在Flickr上的页面
- YouTube上的台灣高等教育產業工會頻道
- 台灣高等教育產業工會的Facebook專頁
- 高教工會師大分部
- 世新大學學生勞動權益行動小組
- 中興大學勞動權益小組
- 高教工會陽明大學勞權小組
- 工會法-全國法規資料庫 （页面存档备份，存于）